# Большие лесолюбы
Большие лесолюбы (лат. Megaelosia) — род бесхвостых земноводных из семейства Hylodidae, обитающих в Южной Америке.

## Описание
Это относительно крупные лягушки, взрослые особи достигают длины 120 мм. Их зубы похожи на клыки и крупнее по размерам, чем у ближайших родственников.

## Образ жизни
Являются реофилами — их жизнь связана с быстрыми реками. Активные хищники, по крайней мере два вида охотятся на мелких позвоночных, а также беспозвоночных.

## Размножение
Это яйцекладущие земноводные. Головастики ведут водный образ жизни.

## Распространение
Род является эндемиком горных систем Серра-ду-Мар и Серра-да-Мантикейра на юго-востоке Бразилии.

## Классификация
На ноябрь 2018 года в род включают 7 видов:
- Megaelosia apuana Pombal, Prado & Canedo, 2003
- Megaelosia bocainensis Giaretta, Bokermann & Haddad, 1993
- Megaelosia boticariana Giaretta & Aguiar, 1998
- Megaelosia goeldii (Baumann, 1912) — Большой лесолюб
- Megaelosia jordanensis (Heyer, 1983)
- Megaelosia lutzae Izecksohn & Gouvêa, 1987
- Megaelosia massarti (De Witte, 1930)